# Växthusgas

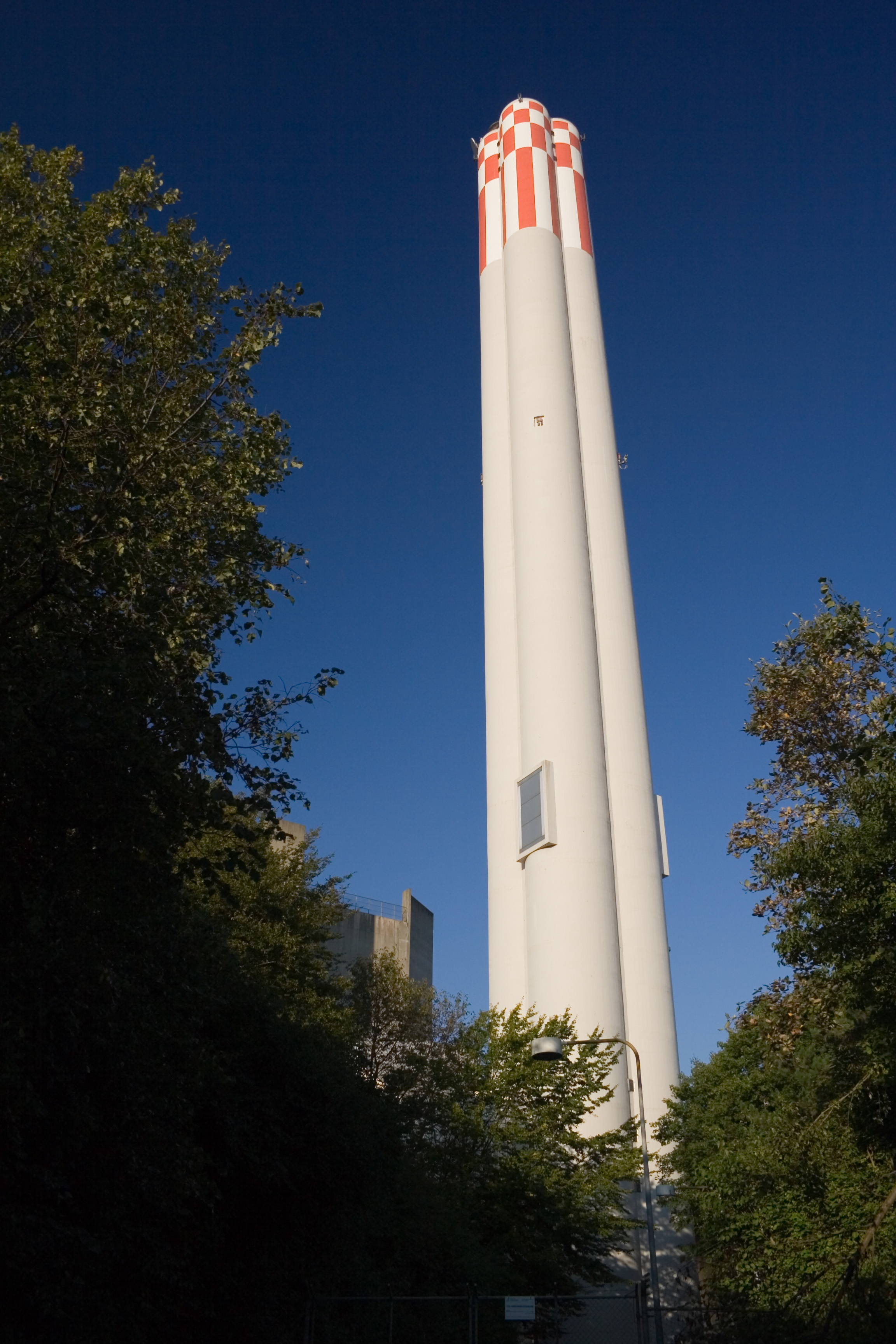
Skorsten till ett kraftvärmeverk i Schweiz.

Växthusgaser är både naturliga och konstgjorda gaser som utgör grunden till växthuseffekten genom att absorbera och utstråla infraröd strålning. De främsta växthusgaserna i jordens atmosfär är vattenånga (H2O), koldioxid (CO2), dikväveoxid (N2O), metan (CH4) och ozon (O3). Utöver dessa naturligt förekommande gaser finns även konstgjorda växthusgaser såsom olika halogenalkaner och andra flyktiga ämnen innehållande brom eller klor. Växthusgaserna ger tillsammans en markant påverkan på jordens temperatur vid ytan. Om atmosfären helt saknade sådana beräknas jordens medeltemperatur ha varit -18°C istället för nuvarande +14°C.
Gasernas växthuseffekt beror på att de släpper igenom solljus med högre frekvens än infrarött, som värmer upp mark,  träd och vatten. Den värmen kan sedan inte fritt stråla ut i rymden igen som infraröd strålning eftersom växthusgaserna delvis absorberar den. Effekten blir att jordens temperatur stiger till dess att en ny jämviktstemperatur uppnås.
 Vattenångan står för den största delen av växthuseffekten. Genom en hävstångseffekt ökar halten vattenånga då andra växthusgaser ökar. Hävstångseffekten beror på att halten vattenånga i luften är temperaturberoende.
Att växthuseffekten ökat anser man beror på de höga utsläppen av koldioxid. Även halten av metan, lustgas, marknära ozon samt  freoner anses bidra till växthuseffekten. Det finns även gaser som har motsatt effekt, till exempel svaveldioxid (SO2). Svaveldioxid höjer atmosfärens förmåga att reflektera solens strålar. Den orsakar också försurning.

## Vattenånga
Vattenånga är vatten i gasform, alltså ett av vattens aggregationstillstånd. Vattenånga bildas antingen när flytande vatten avdunstar eller när fast issublimerar. Vatten avdunstar lättare ju högre temperaturen är. Motsatt övergår vattenånga till vätska igen (kondenserar) lättare vid lägre temperatur. På jorden är vattenånga en av faserna i vattnets kretslopp i hydrosfären. Vattenånga är inte synligt för blotta ögat, men man kan se den indirekt, exempelvis som bubblorna i kokande vatten. "Synlig vattenånga" över kokande vatten är i själva verket inte ånga, utan kondenserade små vattendroppar i vätskefas (dimma) på samma sätt som molnen på himlen.
Vattenånga är den viktigaste växthusgasen och står för ca 3/4 av den naturliga växthuseffekten.

## Koldioxid
Koldioxid, kemisk formel CO2, är vid rumstemperatur en färglös gas. Den fyller viktiga biologiska funktioner och spelar en central roll för jordens växtlighet. Koldioxid är även en viktig växthusgas. Koldioxid används för många olika industriella tillämpningar.
Koldioxid bildas vid förbränning samt genom andning hos aeroba organismer (växter, djur, svampar och många mikroorganismer). Med hjälp av fotosyntesen omvandlar, å andra sidan, växterna koldioxid till syre, vatten och sockerarter som de dels använder i sin egen metabolism, dels lagrar i sina celler.
Koldioxidhalten i atmosfären ökar vilket bidrar till jordens uppvärmning genom växthuseffekten.

## Dikväveoxid
Dikväveoxid,  N2O, lustgas, är en färglös icke-brännbar gas med svagt sötaktig lukt. Lustgas är en värmeabsorberande och ozonförstörande växthusgas.

## Metan
Den kemiska föreningen metan är det enklaste kolvätet, med den kemiska formeln CH4. Metan är en luktfri och färglös gas. När den säljs kommersiellt blandas den vanligen med små mängder illaluktande svavelföreningar såsom THT (tetrahydrotiofen) för att läckor lättare ska kunna upptäckas. Metan kallas även sumpgas, eftersom den bildas vid nedbrytning av organiskt material i syrefattiga miljöer, till exempel bottnen på kärr. Ett annat namn är gruvgas efter dess benägenhet att sippra ut i gruvgångar, där den sedan riskerar att antändas vilket gör den till ett allvarligt hot mot gruvarbetare – gasexplosioner kostar regelbundet människoliv. Metan är även den växthusgas som (efter koldioxid) står för det näst största bidraget till den globala uppvärmningen.

## Ozon
Ozon, O3, är en gas bestående av tre syreatomer per molekyl. Ozon förekommer naturligt i atmosfären. 